# Grieks kruis

Grieks kruis

Het Griekse kruis is een kruis met vier armen van gelijke lengte. Het wordt veel in de orthodoxe kerk gebruikt en vormt de grondvorm van een aantal kerken, zowel katholiek als protestants. De Onze-Lieve-Vrouwekerk in Trier is daar een voorbeeld van.